# Hi-Octane
Hi-Octane — компьютерная игра в жанре автогонок с применением оружия, выпущенная в 1995 году для MS-DOS, PlayStation и Sega Saturn, разработанная компанией Bullfrog Productions и основанная на коде их предыдущей игры Magic Carpet.

## Игровой процесс
Будущее. Проводятся гонки на вооружённых летающих машинах. Игроку необходимо выбрать одну из шести машин, различающихся по весу, скорости, броне и вооружённости, и поучаствовать в соревновании на одной из шести трасс. Процесс езды совмещён со стрельбой по противникам из различного оружия. Оружие можно либо найти в валяющихся на дороге бонусах, а также можно использовать встроенное. Однако как боеприпасы, так и бензин, и броню нужно восполнять на специально предназначенных для этого станциях, расположенных по пути. Потерявшие всю броню или топливо машины через некоторое время возвращаются на трассу с помощью специальных самолётов-помощников.
Два режима игры: чемпионат (все шесть карт) и одиночный режим (одна карта). Ведётся учёт очков.

## Оценки и критика
| Иноязычные издания    | Иноязычные издания |
| Издание               | Оценка             |
| --------------------- | ------------------ |
| EGM                   | 8,2/10 (PC)        |
| Maximum               | (SAT, PS1)         |
| Next Generation       | (PC) · (SAT, PS1)  |
| Sega Saturn Magazine  | 90 % (SAT)         |
| Русскоязычные издания |                    |
| Издание               | Оценка             |
| Магазин Игрушек       | 90 %               |

Марк Лефебвр из Electronic Gaming Monthly дал PC версии 8.2 баллов, похвалив выбор транспортных средств, хорошо сбалансированную сложность, секретные зоны и сетевые гонки для восьми игроков, хотя он и отметил, что в игре должно быть больше трасс чем шесть имеющихся. Критик Next Generation также назвал небольшое количество треков одним из недостатков игры и в целом одобрил использование текстурных карт и затенения Гуро, а также ощущение скорости и веселого игрового процесса в целом.